# Austin Big 7
Der Austin Big 7 war ein Kleinwagen, den die Austin Motor Cie. 1937 als Ergänzung zum Austin 7 herausbrachte. Bis 1939 wurden 23.514 Stück produziert.
Der Big 7 war ca. 12 cm länger als der Austin 7 und hatte einen größeren Vierzylindermotor. Aus 900 cm³ schöpfte er 25 bhp (18 kW). Damit fuhr der Wagen 91 km/h.
Bereits nach drei Jahren wurde die Produktion eingestellt. Nachfolger war der Austin 8.